# Adenomera heyeri
Adenomera heyeri és una espècie de granota que viu a la Guaiana Francesa i, possiblement també, al Brasil i Surinam.